# Telmatobiidae
Telmatobiidae là một họ động vật lưỡng cư trong bộ Anura. Họ này có 61 loài.

## Phân loại học
Họ Telmatobiidae gồm các chi sau: